# Brandon Jon Abel
Brandon Jon Abel soprannominato BJ, (Rochester, 14 settembre 1979) è un ex hockeista su ghiaccio statunitense.

## Carriera
Di ruolo centro, dopo aver militato per tre stagioni (dal 1996-97 al 1998-99) nei Rochester Mustangs nella United States Hockey League (il massimo campionato giovanile di hockey su ghiaccio negli Stati Uniti) e quattro (dal 1999-00 al 2002-03) con la Minnesota State Mankato University nell'NCAA, Abel è passato all'hockey professionistico.
Ha giocato i play-off della stagione 2002-03 nella WCHL coi San Diego Gulls, per dividersi poi tra ECHL con i Trenton Devils (con cui ha vinto la Kelly Cup 2004-05) e AHL (Philadelphia Phantoms, vincitori della Calder Cup 2004-05).
Nel 2006 è approdato in Europa, in Danimarca, all'EfB Ishockey dove è rimasto una sola stagione. Nella stagione 2007-08 ha giocato in Italia con la maglia dell'Hockey Club Bolzano.

## Palmarès

### Club
- Kelly Cup: 1

Trenton: 2004-2005
- Campionato italiano: 1

Bolzano: 2007-2008
- Supercoppa italiana: 1

Bolzano: 2007